# Ćmień 1
Ćmień 1 (biał. Цмень 1; biał. (tar.) Цьмень 1; ros. Цмень 1; także Ćmień I) – wieś na Białorusi, w obwodzie brzeskim, w rejonie stolińskim, w sielsowiecie Ruchcza.
Zamieszkany był przez szlachtę zaściankową. W dwudziestoleciu międzywojennym Ćmień I leżał w Polsce, w województwie poleskim, w powiecie stolińskim, do 18 kwietnia 1928 gminie Radczysk, następnie w gminie Płotnica. Po II wojnie światowej w granicach Związku Sowieckiego. Od 1991 w niepodległej Białorusi.